# Luigi d'Assia-Philippsthal
Luigi d'Assia-Philippsthal (anche Ludovico, nome in tedesco: Ludwig von Hessen-Philippsthal) (Philippsthal, 8 ottobre 1766 – Napoli, 15 febbraio 1816) è stato un generale tedesco, che combatté per il regno di Regno di Napoli (poi Regno delle Due Sicilie).

## Biografia
Principe appartenente alla famiglia dei langravi di Assia-Philippsthal militò nell'esercito del Regno di Napoli durante le guerre napoleoniche. Ebbe inizialmente il comando della fortezza di Gaeta durante l'assedio del 1806; anche se il governo napoletano aveva ceduto la piazzaforte ai francesi egli rifiutò di consegnarla e resistette ad un assedio iniziato l'8 marzo fino al 10 luglio quando, ferito mentre incoraggiava i soldati sui bastioni, deve abbandonare la fortezza; l'assedio si concluse il 18 luglio 1806 con la capitolazione della guarnigione. Successivamente comandò, coadiuvato dal colonnello Nunziante e dal tenente colonnello Bardot, la spedizione di 4 000 uomini che, nel 1807, partita dalla Sicilia tentò la riconquista della parte continentale del regno venendo però sconfitta nella battaglia di Mileto del 28 maggio 1807. Alla morte del fratello principe Carlo, nell'assedio di Francoforte, il 2 gennaio 1793 gli succedette in qualità di principe ereditario del langraviato di Assia-Philippsthal e dopo la sua morte senza eredi diretti (l'unico figlio era morto nel 1802 a quattro anni d'età) lascio a sua volta il titolo al fratello Ernesto Costantino.

## Ascendenza
|                                                            |                                        |                                             | Genitori                                             |  |  | Nonni |  |  | Bisnonni                        |  |  | Trisnonni                       |  |
|                                                            |                                        |                                             |                                                      |  |  |       |  |  | 8. Filippo d'Assia-Philippsthal |  |  | 16. Guglielmo VI d'Assia-Kassel |  |
|                                                            |                                        |                                             |                                                      |  |  |       |  |  | 8. Filippo d'Assia-Philippsthal |  |  | 16. Guglielmo VI d'Assia-Kassel |  |
|                                                            |                                        | 17. Edvige Sofia di Brandeburgo             |                                                      |  |  |       |  |  | 8. Filippo d'Assia-Philippsthal |  |  |                                 |  |
| 4. Carlo I d'Assia-Philippsthal                            |                                        |                                             |                                                      |  |  |       |  |  | 8. Filippo d'Assia-Philippsthal |  |  |                                 |  |
|                                                            |                                        | 9. Caterina Amalia di Solms-Laubach         | 18. Carlo Ottone di Solms-Laubach                    |  |  |       |  |  |                                 |  |  |                                 |  |
|                                                            |                                        | 9. Caterina Amalia di Solms-Laubach         | 18. Carlo Ottone di Solms-Laubach                    |  |  |       |  |  |                                 |  |  |                                 |  |
|                                                            |                                        | 9. Caterina Amalia di Solms-Laubach         | 19. Amoena Elisabetta di Bentheim-Tecklenburg        |  |  |       |  |  |                                 |  |  |                                 |  |
| 2. Guglielmo d'Assia-Philippsthal                          |                                        | 9. Caterina Amalia di Solms-Laubach         |                                                      |  |  |       |  |  |                                 |  |  |                                 |  |
|                                                            |                                        | 10. Giovanni Guglielmo di Sassonia-Eisenach | 20. Giovanni Giorgio I di Sassonia-Eisenach          |  |  |       |  |  |                                 |  |  |                                 |  |
|                                                            |                                        | 10. Giovanni Guglielmo di Sassonia-Eisenach | 20. Giovanni Giorgio I di Sassonia-Eisenach          |  |  |       |  |  |                                 |  |  |                                 |  |
|                                                            |                                        | 10. Giovanni Guglielmo di Sassonia-Eisenach | 21. Giovannetta di Sayn-Wittgenstein                 |  |  |       |  |  |                                 |  |  |                                 |  |
| 5. Carolina Cristina di Sassonia-Eisenach                  |                                        | 10. Giovanni Guglielmo di Sassonia-Eisenach |                                                      |  |  |       |  |  |                                 |  |  |                                 |  |
|                                                            |                                        | 11. Cristina Giuliana di Baden-Durlach      | 22. Carlo Gustavo di Baden-Durlach                   |  |  |       |  |  |                                 |  |  |                                 |  |
|                                                            |                                        | 11. Cristina Giuliana di Baden-Durlach      | 22. Carlo Gustavo di Baden-Durlach                   |  |  |       |  |  |                                 |  |  |                                 |  |
|                                                            |                                        | 11. Cristina Giuliana di Baden-Durlach      | 23. Anna Sofia di Brunswick-Wolfenbüttel             |  |  |       |  |  |                                 |  |  |                                 |  |
| 1. Luigi d'Assia-Philippsthal                              |                                        | 11. Cristina Giuliana di Baden-Durlach      |                                                      |  |  |       |  |  |                                 |  |  |                                 |  |
|                                                            | 12. Filippo d'Assia-Philippsthal (= 8) | 24. Guglielmo VI d'Assia-Kassel (= 16)      |                                                      |  |  |       |  |  |                                 |  |  |                                 |  |
|                                                            | 12. Filippo d'Assia-Philippsthal (= 8) | 24. Guglielmo VI d'Assia-Kassel (= 16)      |                                                      |  |  |       |  |  |                                 |  |  |                                 |  |
|                                                            | 12. Filippo d'Assia-Philippsthal (= 8) | 25. Edvige Sofia di Brandeburgo (= 17)      |                                                      |  |  |       |  |  |                                 |  |  |                                 |  |
| 6. Guglielmo d'Assia-Philippsthal-Barchfeld                | 12. Filippo d'Assia-Philippsthal (= 8) |                                             |                                                      |  |  |       |  |  |                                 |  |  |                                 |  |
|                                                            |                                        | 13. Caterina Amalia di Solms-Laubach (= 9)  | 26. Carlo Ottone di Solms-Laubach (= 18)             |  |  |       |  |  |                                 |  |  |                                 |  |
|                                                            |                                        | 13. Caterina Amalia di Solms-Laubach (= 9)  | 26. Carlo Ottone di Solms-Laubach (= 18)             |  |  |       |  |  |                                 |  |  |                                 |  |
|                                                            |                                        | 13. Caterina Amalia di Solms-Laubach (= 9)  | 27. Amoena Elisabetta di Bentheim-Tecklenburg (= 19) |  |  |       |  |  |                                 |  |  |                                 |  |
| 3. Ulrica Eleonora d'Assia-Philippsthal-Barchfeld          |                                        | 13. Caterina Amalia di Solms-Laubach (= 9)  |                                                      |  |  |       |  |  |                                 |  |  |                                 |  |
|                                                            |                                        | 14. Lebrecht di Anhalt-Zeitz-Hoym           | 28. Vittorio Amedeo di Anhalt-Bernburg               |  |  |       |  |  |                                 |  |  |                                 |  |
|                                                            |                                        | 14. Lebrecht di Anhalt-Zeitz-Hoym           | 28. Vittorio Amedeo di Anhalt-Bernburg               |  |  |       |  |  |                                 |  |  |                                 |  |
|                                                            |                                        | 14. Lebrecht di Anhalt-Zeitz-Hoym           | 29. Elisabetta di Zweibrücken                        |  |  |       |  |  |                                 |  |  |                                 |  |
| 7. Carlotta Guglielmina di Anhalt-Bernburg-Schaumburg-Hoym |                                        | 14. Lebrecht di Anhalt-Zeitz-Hoym           |                                                      |  |  |       |  |  |                                 |  |  |                                 |  |
|                                                            |                                        | 15. Eberardina Giacoma di Weede             | 30. Giovanni Giorgio di Weede                        |  |  |       |  |  |                                 |  |  |                                 |  |
|                                                            |                                        | 15. Eberardina Giacoma di Weede             | 30. Giovanni Giorgio di Weede                        |  |  |       |  |  |                                 |  |  |                                 |  |
|                                                            |                                        | 15. Eberardina Giacoma di Weede             | 31. Agnese Margherita di Raesfeld                    |  |  |       |  |  |                                 |  |  |                                 |  |
|                                                            |                                        | 15. Eberardina Giacoma di Weede             |                                                      |  |  |       |  |  |                                 |  |  |                                 |  |